# Desapareguts sense rastre
Desapareguts sense rastre (originalment en anglès, Left Behind) és una pel·lícula de thriller apocalíptic estatunidenc del 2014 dirigida per Vic Armstrong i escrita per Paul LaLonde i John Patus. Basada en la novel·la homònima de 1995 escrita per Tim LaHaye i Jerry B. Jenkins, és protagonitzada per Nicolas Cage, Chad Michael Murray, Cassi Thomson, Nicky Whelan, Jordin Sparks i Lea Thompson. És la segona adaptació cinematogràfica de la primera novel·la Left Behind, tot i que no segueix la cronologia del llibre. La pel·lícula tracta sobre un desastre mundial, que es mostra des de la perspectiva d'una família: un marit (el pilot d'avió Rayford Steele) i una dona que s'enfronten a dificultats matrimonials, i els seus dos fills. La pel·lícula es va estrenar als cinemes el 3 d'octubre de 2014 amb la distribució de Freestyle Releasing. Va ser valorada negativa per la crítica i té una puntuació del 0% a Rotten Tomatoes. La pel·lícula va recaptar 27 milions de dòlars a tot el món davant el seu pressupost de producció de 16 milions de dòlars. La versió doblada al català es va estrenar el 20 d'agost de 2021 a TV3.

## Repartiment
- Nicolas Cage com a Rayford Steele[7]
- Chad Michael Murray com a Cameron "Buck" Williams[8]
- Cassi Thomson com a Chloe Steele[9]
- Nicky Whelan com a Hattie Durham
- Jordin Sparks com a Shasta Carvell
- Lea Thompson com a Irene Steele
- Lance E. Nichols com a Pastor Bruce Barnes
- William Ragsdale com a Chris Smith
- Martin Klebba com a Melvin Weir
- Quinton Aaron com a Simon
- Judd Lormand com a Jim
- Stephanie Honoré com a Kimmy
- Gary Grubbs com a Dennis
- Georgina Rawlings com a Venice Baxter
- Sam Velasquez com a Stan Marsh
- Lolo Jones com a Lori
- Han Soto com a Edwin
- Major Dodson com a Rayford "Raymie" Steele, Jr.
- Alec Rayme com a Hassid